# Карсавский район
Карсавский район (латыш. Kārsavas rajons) — бывший административный район Латвийской ССР.

## История
Карсавский район был образован Указом Президиума Верховного Совета Латв. ССР от 31 декабря 1949 года.
Район состоял из города Карсава, Балтинавского, Бозаукского, Голишевского, Карсавского, Кристникского, Кришьянского, Межвидского, Мердзенского, Наутренского, Пазлауского, Пушмуцопского, Ранчского, Рускуловского и Салнавского сельских советов. Районным центром был город Карсава.
11 ноября 1959 года к Карсавскому району была присоединена часть территории упразднённого Абренского района.
17 апреля 1962 года Карсавский район был упразднён, а его территория передана в Балвский, Лудзенский и Резекненский районы.
Расстояние от Риги по железной дороге составляло 269 км. Ближайшей железнодорожной станцией была Карсава, находившаяся в 3 км от районного центра.

## Персоналии
- Ильин, Галактион Порфирьевич (1898—1978) — председатель Карсавского райисполкома.